# Mercy Killers
Mercy Killers é uma banda de gótico/punk de Los Angeles. Foi formada em 2005 pelo guitarrista Craig Fairbaugh, também membro da banda +44.

## Membros
- Craig Fairbaugh - Guitarra solo e vocal. Fairbaugh é também guitarrista na banda +44, e ex-membro de algumas outras bandas como Lars Frederiksen and the Bastards, Transplants, Juliette and The Licks, and The Forgotten.
- Sam Soto - Baixo e vocal. Co-fundador da banda Original Sinners e ex-membro de Sluts for Hire.
- Colin Barrill - Bateria. Ex-membro da banda irlandesa The Gurries.
- Shane Gallagher - Guitarra base. Também membro de +44 e The Nervous Return.

## Discografia
- Mercy Killers (2005)
- Bloodlove (2006)